# Lejonkungen (musikal)
The Lion King, på svenska Lejonkungen, är en musikal baserad på Disney-filmen med samma namn.
Musikalen hade premiär 8 juli 1997 i Minneapolis, Minnesota, och var en succé redan innan den hade premiär på Broadway 13 november samma år. Därefter har den satts upp i många länder och städer, bland annat i London och Madrid.

## Roller
- Simba som barn
- Nala som barn
- Simba
- Nala
- Scar
- Mufasa
- Rafiki
- Timon
- Pumbaa
- Zazu
- Sarabi
- Shenzi
- Banzai
- Ed

## Musiknummer

### Första akten
- Circle of Life – Rafiki, ensemblen
- Grasslands Chant – Ensemblen
- The Morning Report – Zazu, Mufasa, Simba som barn
- The Lioness Hunt – Ensemblen
- I Just Can't Wait to be King – Simba som barn, Nala som barn, Zazu, ensemblen
- Chow Down – Shenzi, Banzai, Ed
- They Live in You – Mufasa, ensemblen
- Be Prepared – Scar, Shenzi, Banzai, Ed, ensemblen
- The Stampede/Rafiki Mourns – Rafiki, ensemblen
- Hakuna Matata – Simba som barn, Timon, Pumbaa, ensemblen, Simba (vuxen)

### Andra akten
- One by One – Ensemblen
- The Madness of King Scar – Scar, Zazu, Banzai, Shenzi, Ed och Nala
- Shadowland – Nala, Rafiki, ensemblen
- Endless Night – Simba, ensemblen
- Can You Feel the Love Tonight – Simba, Nala, Timon, Pumbaa, ensemblen
- He Lives in You (repris) – Rafiki, Simba, ensemblen
- King of Pride Rock/The Circle of Life (repris) – Rafiki, Simba, Nala, Pumbaa, Timon, Zazu, ensemblen

## Handling

### Första akten
En morgon vaknar Lejonrikets invånare av ett skallande rop. Det är Rafiki, den mystiska gamla apan, som ropar ut över nejderna. Ropet lyder: Se, här kommer ett Lejon!
Inför de jublande invånarna i riket visas det nyfödda lejonet Simba upp i ljuset av soluppgången. Simba är Konung Mufasas och Drottning Sarabis son och rikets nya tronföljare.
Någon deltar dock inte i firandet. Kung Mufasas bror, Scar, är redan avundsjuk på sin storebror som blivit Kung och anser att han själv bara hamnar i skuggorna. Mufasa konfronterar honom och menar att han borde ha varit med när de visade upp Simba för rikets invånare, men Scar viftar bort Mufasas argument.
Simba växer upp till ett ungt och busigt, men godhjärtat, lejon. Han hyser tillgivenhet för sin farbror Scar, som dock avskyr barnet (men döljer det väl). Simba grämer sig över att han inte får gå överallt, han är nyfiken på områdena som solen inte lyser på, de som ligger precis utanför lLejonrikets gräns. Scar tar tillfället i akt och berättar slugt för Simba om vad som kallas för en Elefantkyrkogård som ligger i skuggorna precis utanför Lejonrikets gräns.
Givetvis blir Simba väldigt nyfiken och vill bege sig dit. Under förevändning att de enbart ska till en plats vid vattenhålet ger sig han och bästa vännen Nala iväg, men mot barnens vilja skickar föräldrarna med tokon Zazu, en tjänare till den kungliga familjen, för att hålla ett vakande öga på barnen. Zazu berättar för Simba och Nala att just de två en gång i framtiden skall gifta sig, något som barnen anser helt otroligt. Simba menar att när han blir kung, då ska han göra allting på sitt eget vis, då är det han och ingen annan som bestämmer.
Efter en stund lyckas barnen skaka av sig Zazu och tar sig till den så kallade elefantkyrkogården. Där blir de dock anfallna; platsen i skuggorna är hyenornas hemvist. Zazu hittar dit, men kan inte göra mycket för att stoppa hyenorna. Det ser illa ut när Mufasa plötsligt dyker upp och räddar barnen.
Mufasa är mycket besviken på Simba och ber Zazu att föra med Nala hem medan han själv pratar med sin son. Det blir kväll och på den vidsträckta savannen berättar Mufasa om Livets stora cirkel. Han berättar för Simba om vad en Konung är, vad Simbas framtid egentligen innebär och vad som vilar på en konungs axlar. Mufasa ber Simba titta upp på natthimlen; Från de gnistrande stjärnorna långt där uppe blickar de stora konungarna från förr ned mot jorden.
Scar är rasande. Hans mening med att lura iväg Simba till elefantkyrkogården var att få barnet dödat. För hyenorna berättar han nu om en större och mäktigare plan han smider, en plan som skall döda både Simba och Kung Mufasa.
En dag lurar så Scar ner Simba i en djup ravin under förevändning att han och Mufasa har en överraskning på gång. Han ber Simba vänta i ravinen och lämnar honom sedan. Med hjälp av hyenorna så släpper så Scar lös en enorm hjord skenande gnuer rakt ner i Ravinen. Precis enligt planen upptäcker Mufasa hjorden och skyndar till sin sons undsättning. Mufasa lyckas rädda Simba, men då han är på vägg upp ur ravinen halkar han. Scar tar tag i honom och, istället för att hjälpa sin bror, kastar han Mufasa ner i djupet där han hårt slår i marken, blir nedtrampad av de skenande djuren och avlider.
Simba skyndar, så fort hjorden sprungit förbi, ner till Mufasas lealösa kropp. Scar kommer ned till Simba och beskyller Simba för att ha orsakat sin fars död. Han säger åt Simba att fly, fly och aldrig komma tillbaka. Simba, förtvivlad och förvirrad, tror på Scars ord och flyr.
Det lilla lejonet flyr ut i vildmarken. Till slut faller han ihop mitt i öknen, men räddas i sista stund av två varelser: Det udda paret Timon, en surrikat, och Pumbaa, ett vårtsvin. De två tar hand om det unga lejonet och uppfostrar honom enligt sitt eget måtto: Det finns inga bekymmer.

### Andra akten
Åren går och Lejonriket styrs med järnhand av Scar, som låtit hyenorna flytta in och därmed har det blivit brist på föda och stor svält. Scar vill att Nala ska bli hans fru, men hon avböjer. På flykt undan Scar och i jakt på föda flyr Nala bort från kungadömet.
Under tiden har Simba bott hos Timon och Pumbaa och uppfostrats av dem. Av en slump hamnar Nala i områdena där Simba, Timon och Pumbaa bor och, hungrig som hon är, börjar hon jaga Pumbaa. Då dyker Simba upp för att rädda sin kamrat. En strid utbryter mellan de båda lejonen, innan de till sist känner igen varandra.
Nala stannar en tid med Simba, och de blir förälskade i varandra. Nala försöker efterhand förklara för Simba hur läget är med Lejonriket. Hon berättar att alla därhemma tror att han är död, men ber Simba återvända och bli kung. Simba känner dock ingen samhörighet med Lejonriket och vägrar. På natten dyker dock Rafiki upp. Han leder in Simba i djupet av djungeln, och visar honom på krafter och makt. I vattnet och på himlen uppenbarar sig Mufasas ande, som säger till Simba att han måste ta sin plats i livets cirkel, hans plats är att vara kung.
Simba beslutar sig då för att återvända. Tillsammans med Nala, Timon och Pumbaa, far han till Lejonriket för att försöka inta sin plats som Kung. Scar vägrar givetvis lämna ifrån sig tronen och en strid utspelar sig mellan Simba och Scar, samt mellan lejon och hyenor. Simba besegrar Scar och lyckas få honom att berätta sanningen om Mufasas död. När hyenorna inser att de har blivit besegrade vänder de sig emot Scar och dödar honom, därefter flyr de från Lejonriket.
Rafiki uppmanar Simba att inta sin plats. Långsamt stiger så Simba upp på Lejonklippan och intar tronen.
En morgon vaknar Lejonrikets invånare av ett skallande rop: En tronarvinge har fötts. Simba och Nala har givit liv till ett barn, som i soluppgången visas upp av Rafiki för de jublande invånarna. Och Livets stora cirkel går vidare.